# شهرام قائدی
شهرام (ابراهیم) قائدی (زاده ۱ شهریور ۱۳۵۳) بازیگر ایرانی است. او در شهرستان قیر در استان فارس به دنیا آمده‌است و از سال ۱۳۷۰ به تهران آمد. اولین کار تلویزیونی او خودروی پلاک ۱۱ بود و پس از آن در سریال بازگشت پرستو‌ها بازی کرد.

## فیلم‌شناسی

### سینمایی
1. آنها مرا دوست داشتند (۱۴۰۱)
2. قاتل و وحشی (۱۳۹۸)
3. وای آمپول (۱۳۹۷)
4. قهرمانان کوچک (۱۳۹۵)
5. ناردون (۱۳۹۴)
6. سکه (۱۳۹۳)
7. مردها فرشته نیستند (۱۳۹۳ در عنوان بندی نیامده)
8. سکه (فیلم) (۱۳۹۳ در عنوان بندی نیامده)
9. آدم‌آهنی (۱۳۹۱)
10. رینگ اسپرت (۱۳۹۰)
11. مرگ سپید (۱۳۸۹)
12. دلقک‌ها (۱۳۸۸)
13. چار چنگولی (۱۳۸۷)
14. کلانتری غیرانتفاعی (۱۳۸۷)
15. احضار شدگان (۱۳۸۶)
16. قاعده بازی (۱۳۸۵)
17. روز سوم (۱۳۸۵)
18. سرود تولد (۱۳۸۳)
19. ماجراهای اینترنتی (چای نت) (۱۳۸۳)
20. من و نگین دات کام (۱۳۸۲)
21. روز کارنامه (۱۳۸۱)
22. ارتفاع پست (۱۳۸۰)
23. سرقت بی نقص
24. گلناز

### تلویزیونی
| سال       | نام مجموعه          | کارگردان           | پخش از |
| --------- | ------------------- | ------------------ | ------ |
| ۱۴۰۳      | فراری               | امیر داسارگر       | شبکه ۱ |
| ۱۴۰۳_۱۴۰۲ | بدل                 | علیرضا مسعودی      | شبکه ۳ |
| ۱۴۰۲      | چشم بندی (فصل دوم)  | شاهد احمدلو        | شبکه ۳ |
| ۱۴۰۱      | چشم بندی (فصل اول)  | شاهد احمدلو        | شبکه ۳ |
| ۱۴۰۱      | مسافران شهر         | سیروس حسن پور      | شبکه ۵ |
| ۱۴۰۰      | رعد و برق           | بهروز افخمی        | شبکه ۵ |
| ۱۴۰۰      | نوروز رنگی          | علیرضا مسعودی      | شبکه ۵ |
| ۱۴۰۰      | گاندو ۲             | جواد افشار         | شبکه ۳ |
| ۱۳۹۹      | آخر خط              | علیرضا مسعودی      | شبکه ۳ |
| ۱۳۹۸      | وارش                | احمد کاوری         | شبکه ۳ |
| ۱۳۹۸      | شش قهرمان و نصفی    | حسین قناعت         | شبکه ۵ |
| ۱۳۹۶      | هاتف                | داریوش یاری        | شبکه ۲ |
| ۱۳۹۴      | آقا و خانم سنگی     | شاهد احمدلو        | شبکه ۳ |
| ۱۳۹۴      | خاتون               | مرتضی آتش زمزم     | شبکه ۵ |
| ۱۳۹۲      | سرزمین مادری        | کمال تبریزی        | شبکه ۳ |
| ۱۳۹۱      | زمانه               | حسن فتحی           | شبکه ۳ |
| ۱۳۹۰      | چهار چرخ            | جواد مزدآبادی      | شبکه ۳ |
| ۱۳۹۰      | پنج کیلومتر تا بهشت | علیرضا افخمی       | شبکه ۳ |
| ۱۳۸۸      | باغ شیشه‌ای          | مهدی مظلومی        | شبکه ۲ |
| ۱۳۸۸      | پنجمین خورشید       | علیرضا افخمی       | شبکه ۳ |
| ۱۳۸۷      | عید امسال           | سعید آقاخانی       | شبکه ۵ |
| ۱۳۸۷      | معتاد اجباری        | مهدی مظلومی        | شبکه ۱ |
| ۱۳۸۷      | راز پدر             | فرید نیکجو         | شبکه ۵ |
| ۱۳۸۶      | سه در چهار          | مجید صالحی         | شبکه ۱ |
| ۱۳۸۵      | قرارگاه مسکونی      | جواد رضویان        | شبکه ۵ |
| ۱۳۸۴      | ارث بابام           | جواد رضویان        | شبکه ۳ |
| ۱۳۸۳      | فرار بزرگ           | محمدحسین لطیفی     | شبکه ۳ |
| ۱۳۸۲–۱۳۸۷ | در چشم باد          | مسعود جعفری جوزانی | شبکه ۱ |
| ۱۳۸۲      | بچه‌های خیابان       | همایون اسعدیان     | شبکه ۵ |
| ۱۳۸۲      | این راهش نیست       | نوید میهن‌دوست      | شبکه ۳ |
| ۱۳۸۱      | نوعروس              | بیژن میرباقری      | شبکه ۲ |
| ۱۳۸۰      | دردسر والدین        | مسعود نوابی        | شبکه ۳ |
| ۱۳۸۰      | خانه آرزوها         | حسین سهیلی زاده    | شبکه ۲ |
| ۱۳۸۰      | چراغ جادو           | همایون اسعدیان     | شبکه ۱ |
| ۱۳۷۹      | خاک سرخ             | ابراهیم حاتمی‌کیا   | شبکه ۱ |
| ۱۳۷۹      | داستان‌های نوروز     | مرضیه برومند       | شبکه ۱ |
| ۱۳۷۹      | کمین                | مسعود کرامتی       | شبکه ۳ |
| ۱۳۷۹      | خانه نیکو           | مسعود کرامتی       | شبکه ۲ |
| ۱۳۷۶      | بازگشت پرستوها      | ابوالقاسم طالبی    | شبکه ۲ |
| ۱۳۷۵      | تهران ۱۱- ۵۹۵ ج ۴۸  | مرضیه برومند       | شبکه ۵ |

### نمایش خانگی
| سال     | عنوان مجموعه               | سمت        | کارگردان         | نقش        |
| ------- | -------------------------- | ---------- | ---------------- | ---------- |
| ۱۴۰۳-۰۴ | کوری                       | بازیگر     | سجاد پهلوان‌زاده  |            |
| ۱۴۰۳-۰۴ | تاسیان                     | بازیگر     | تینا پاکروان     | محسن       |
| ۱۴۰۳    | جان سخت                    | بازیگر     | مصطفی تقی‌زاده    | رضا شهبازی |
| ۱۴۰۲-۰۳ | قطب شمال سریال نمایش خانگی | بازیگر     | امین محمودی یکتا |            |
| ۱۴۰۲    | شب‌های مافیا:زودیاک         | شرکت کننده | محمدرضا رضاییان  | خودش       |
| ۱۴۰۲    | تی‌ان‌تی                     | بازیگر     | حامد آهنگی       | خودش       |
| ۱۴۰۲    | ناتو                       | بازیگر     | مهدی صفی یاری    | خودش       |
| ۱۴۰۱-۰۲ | رهایم کن                   | بازیگر     | شهرام شاه حسینی  | منوچهر     |
| ۱۴۰۰-۰۱ | جوکر                       | بازیگر     | احسان علیخانی    | خودش       |
| ۱۴۰۰    | شب‌های مافیا                | بازیگر     | سعید ابوطالب     | خودش       |
| ۱۳۹۷    | ممنوعه                     | بازیگر     | امیر پورکیان     | شهرام      |
| ۱۳۹۴-۹۵ | آسپرین                     | بازیگر     | فرهاد نجفی       | یاسر حمزه  |